# Dirk (segling)

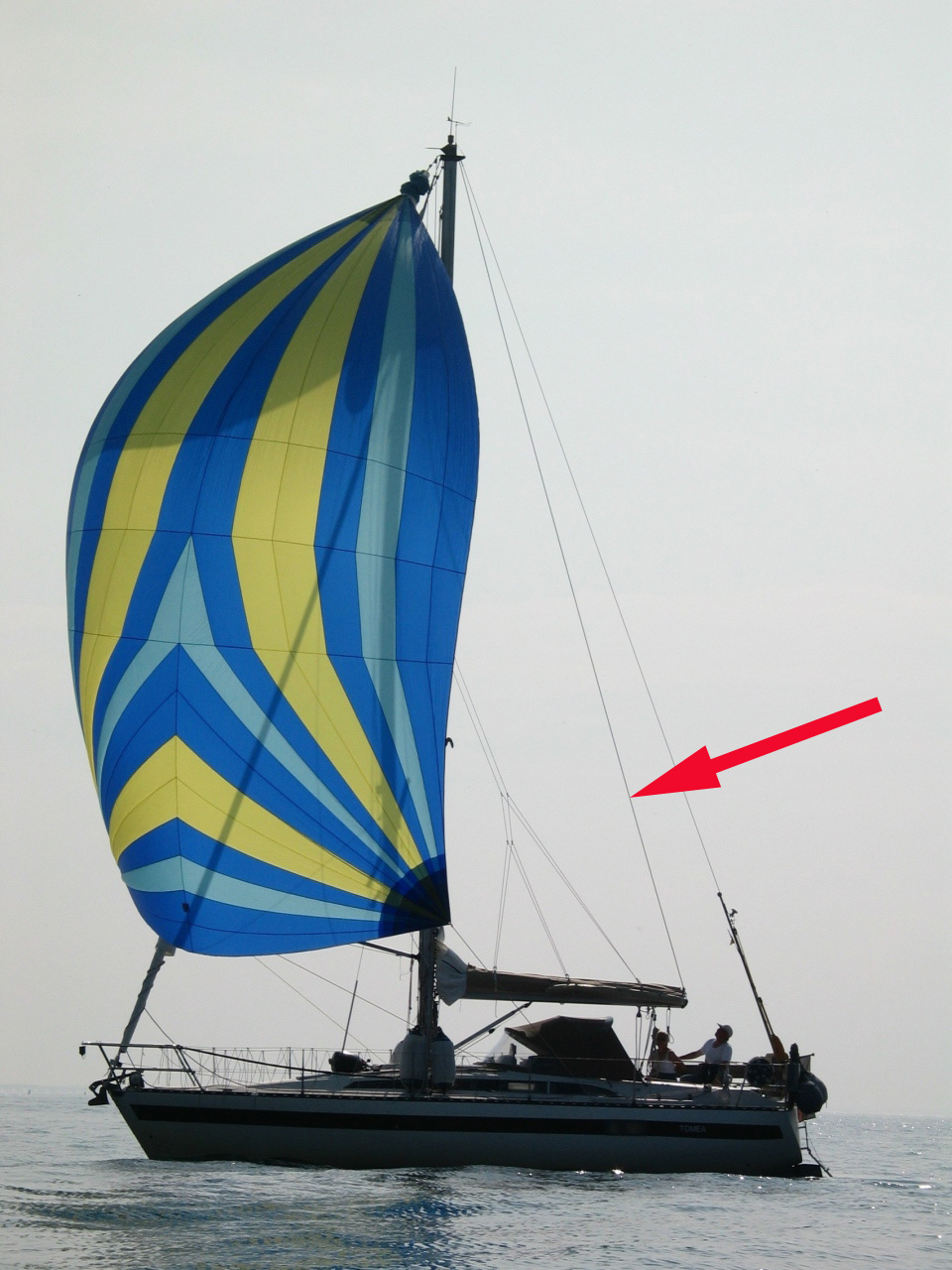
Dirken håller bommen uppe när storseglet är bärgat

Dirk (ty. Dirk, eng. topping lift) är en del av riggen på en segelbåt med bomsegel. Dirken är en lina som via ett block (ofta vid mastens topp) bär upp bommens fria aktre ände när seglet är bärgat. Dirken hindrar då bommen från att falla ned i däck eller sittbrunn.
Dirken räknas till den stående riggen, men den kan också användas aktivt under segling. I medvind kan man, genom att med dirken lyfta bommen en aning, trimma seglet så att det får större buk och därmed fångar vinden bättre.
Dirk saknas oftast på segeljollar och andra mindre båtar, där bommen inte väger mer än att den lätt kan hanteras för hand. På ett skepp med gaffelsegel kan dirken vara dubbel, med en lina på var sida om seglet.

## Weblänkar
- Wiktionary har ett uppslag om dirk.
- Wikisource har originalverk som rör Dirk (segling).